# Roman Hubník
Roman Hubník est un footballeur international tchèque né le 6 juin 1984 à Vsetín en Tchéquie. Il évolue actuellement au poste de défenseur pour le Sigma Olomouc.
Son frère Michal est aussi footballeur.

## Palmarès
- AC Sparta Prague
  - Champion de Gambrinus Liga en 2009-10.
- Hertha BSC Berlin
  - Champion de 2.Bundesliga en 2010-11.
- FC Viktoria Plzeň
  - Champion de Tchéquie en 2015 et 2016